# Игнатий Велешки
Игнатий (на гръцки: Ιγνάτιος, Игнатиос) е гръцки духовник, велешки архиепископ на Цариградската патриаршия от 1808 до 1842 година.

## Биография
Роден в Лариса, през март 1808 година е избран за велешки архиепископ. Игнатий е почти неграмотен, като дори едва се подписвал. Във Велес се старае да не влиза в конфликти с българските първенци, но по заповед от Цариград обикаля всички манастири в епархията си и изгаря намерените в тях църковнославянски богослужебни книги. При владичеството на Игнатий велешани построяват църквата „Свети Спас“ (1837) и катедралата „Свети Пантелеймон“ (1840). Игнатий в последните години на владичеството си започнал вероятно по настояване от Цариград да иска да се чете в църквите и по гръцки и успял да го наложи в западния Велес, където започнало да се чете отдясно по гръцки, от особен псалт, който той сам довел.
В 1840 година е сред спомоществувателите на книгата на Кирил Пейчинович „Утешение грешним“.
През август 1842 година подава оставка.
Умира около 1843 година. Погребан е в църквата „Свети Пантелеймон“.